# Duckworth-Lewis-Sternmethode
De Duckworth-Lewis-Sternmethode (DLS-methode) is in de sport cricket een wiskundige manier om bij een eendagswedstrijd die om welke reden dan ook niet kan worden uitgespeeld, toch de winnaar te bepalen. Door regen of invallende duisternis kan het gebeuren dat de tweede battende partij minder overs kan maken (minder ballen kan spelen) dan de eerste partij. Er wordt dan berekend op hoeveel runs het tweede team zou zijn uitgekomen als het alle overs had gespeeld. 
Er zijn wel regels aan verbonden, zo moet de tweede partij vaak minstens 20 overs hebben gebat. In wedstrijden zonder beperking aan het aantal te spelen overs, zoals het testcricket wordt de DLS-methode niet gebruikt.

## Geschiedenis
De methode is oorspronkelijk ontwikkeld door twee Engelse statistici, Frank Duckworth en Tony Lewis. Het werd voor het eerst gebruikt in het seizoen van 1996 en 1997, in de wedstrijd tussen Zimbabwe en Engeland, en werd aanvaard in 1999 door de internationale cricketbond ICC. De regel stond bekend als de Duckworth-Lewismethode, afgekort D/L. Na het pensioen van beide heren werd Steven Stern in 2015 beheerder van deze methodiek en werden aanpassingen doorgevoerd. Zijn naam werd toegevoegd aan de methode waardoor dit nu de Duckworth-Lewis-Sternmethode is, met als afkorting DLS.

## Theorie
De theorie achter de methode is dat hoe minder wickets de battende partij heeft verloren, hoe meer runs men krijgt via de methode. Eveneens is het aantal overs belangrijk: dit is het aantal overs dat nog zouden moeten worden gebowld, zou de tweede battende partij op evenveel overs uitkomen als de eerste battende partij. Verder is het aantal runs dat de tweede battende partij al zelf heeft gebat belangrijk. Uit deze gegevens kan de tweede battende partij op een aantal runs uitkomen, waarmee men kan zien wie er heeft gewonnen.
Om een voorbeeld te geven: Een team heeft 5 wickets verloren als ze 25 van de 50 overs hebben gespeeld en daarin 120 runs gebat. Op dit moment is volgens de tabel die bij de methode hoort, het nog resterende te spelen gedeelte bepaald op 42,2%. Ze hebben dus {\displaystyle 100-42,2=57,8\%} al gespeeld.
Uiteindelijk krijgt de battende partij via de methode het volgend aantal runs:
{\displaystyle {\frac {100}{57,8}}*120=208} runs.
Dit aantal runs kan vergeleken worden met het aantal van de eerste battende partij om tot een uitslag van de wedstrijd te komen.

## Scoreborden
Op de scoreborden in de Nederlandse topklasse wordt de DLSS nauwkeurig bijgehouden. Echter wordt in dit geval niet het voorspeld aantal runs uitgedrukt, maar het aantal runs dat de (tweede) battende partij zou moeten hebben gemaakt om gelijk te spelen. Als het werkelijk aantal gemaakte runs dus hoger is dan het aantal runs bij DL op het scorebord, zal de (tweede) battende partij dus winnen in geval van regen. Bij de eerst battende partij zal dus geen DL worden bijgehouden op het scorebord. Het voordeel van het zo bijhouden van DL, is dat niet bij elke over over een uitgebreide berekening via computer hoeft te worden gedaan. Men print tussen de twee innings alleen een tabel uit die toepasselijk zal zijn voor de hele wedstrijd.

## Finale wereldkampioenschap 2007
In bijvoorbeeld de finale van het wereldkampioenschap cricket 2007 is deze methode toegepast. Door de invallende duisternis en de regen kon Sri Lanka minder overs maken dan Australië. Tijdens de wedstrijd scoorde Australië 281 runs voor vier wickets in 38 overs. In de 36 overs die Sri Lanka speelde, kwam het tot 215 runs voor acht wickets. Met de D/L-methode werd vastgesteld dat Sri Lanka na 38 overs op 228 zou zijn uitgekomen, en dat dus Australië had gewonnen met 53 runs verschil.